# Tocotronic (Album, 2002)
Tocotronic ist das sechste Studioalbum der deutschen Indie-Rock-Gruppe Tocotronic, das im Juni 2002 erschien.
Das selbstbetitelte Album wird aufgrund des schlichten, weißen Covers in Anspielung auf The White Album der Beatles häufig auch Weißes Album genannt.

## Stil
Das Album ist im Vergleich zu älteren Alben relativ ruhig, sanft und melodisch, was insbesondere auf die langwierige Arbeit im Studio zurückzuführen ist. Auch die Texte unterscheiden sich sehr von denen der vorherigen Alben. Sie sind deutlich offener gehalten und lassen daher mehr Platz für Interpretationen des Hörers. Das Parolenhafte der vorherigen Alben, das zum Teil auch auf den Alben nach Tocotronic zu finden ist, ist hier nur in Ansätzen zu erkennen. So singt von Lowtzow in Neues vom Trickser selbst: „Eines ist doch sicher: Eins zu eins ist jetzt vorbei.“ Einzig die Single This Boy is Tocotronic erinnert textlich und musikalisch an ältere Stücke und bricht somit aus dem Grundschema des Albums aus.

## Rezensionen
In der Rezension von laut.de heißt es: „Außer kleinen Ausnahmen (...) klingt das selbstbetitelte Werk durchgehend betagt und zurückgelehnt. Fernab vom preschenden Indie-Rock der alten Tage (...)“ und bezüglich der Texte: „'Eins zu Eins ist jetzt vorbei' ist mehr als ein zentraler Satz der neuen tocotronischen Selbstdefinierung.“
Plattentests.de kritisiert zwar: „Einige Ideen kommen erst nach sieben Minuten aus der Schraubzwinge, ausgepreßt bis auf den letzten Tropfen.“, schließen aber: „Sie verwirren. Und sie berühren.“
Zur Single This Boy is Tocotronic schreibt der NME: „Excellent icy electro-guitar-clash-pop“.

## Erfolge
Das Album und die beiden ausgekoppelten Singles waren in Deutschland, aber auch in Österreich sehr erfolgreich. Das Album erreichte in den deutschen Albumcharts den 5. Platz, was die bis dato beste Chartplatzierung für Tocotronic bedeutete. In Österreich wurde Rang 6 erreicht. Auch die Singles platzierten sich beide in den deutschen Top 100. Mit This Boy is Tocotronic trat die Band sogar in der Fernsehsendung Top of the Pops auf, dabei tauschten sie die Plätze an den Instrumenten.
Die Fachpresse war ebenfalls begeistert. In der Spex wird das Album auf Platz 2 in den Leser- und auf Platz 7 in den Kritikercharts gewählt. Die Singles wurden von den Lesern sogar auf die Plätze 1 und 2 gewählt. Die Redakteure der Intro halten Tocotronic für das beste Album des Jahres, die Leser für das viertbeste. Hi Freaks erreicht Position 3 bzw. 4. Für den Musikexpress ist das weiße Album das zehntbeste des Jahres 2002, für den Rolling Stone das zweitbeste.

## Trackliste
1. This Boy is Tocotronic, 04:05
2. Alles wird in Flammen stehen, 05:50
3. Hier ist der Beweis, 04:22
4. Hi Freaks, 06:15
5. Führe mich sanft, 04:18
6. Free Hospital, 06:55
7. Das böse Buch, 04:31
8. Näher zu dir, 03:57
9. Schatten werfen keine Schatten, 07:28
10. Dringlichkeit besteht immer, 04:46
11. Wolke der Unwissenheit, 04:33
12. Drama, 04:02
13. Neues vom Trickser, 04:47

## Singleauskopplungen
Als erste Singleauskopplung erschien This Boy is Tocotronic. Der Song ist als Single konzipiert, das Video wurde im Stile tschechoslowakischer Märchenfilme im Schloss Blomenburg bei Kiel gedreht. Im Herbst 2002 wird die zweite Single Hi Freaks in zwei verschiedenen Versionen veröffentlicht. Die erste Version enthält Coverversionen von Songs der Bands Turbonegro, Fuck und Minutemen. Auf der zweiten Version sind Remixe verschiedener DJs zu finden.
- This Boy is Tocotronic (Lado)

1. This Boy Is Tocotronic (Single Version)
2. Hi-Fi Science-Fiction
3. This Boy Is Tocotronic (Extended Version)
4. Manifesto

- Hi Freaks (Teil 1) (Lado)

1. Hi Freaks (Time and Tide Mix)
2. Sailor Man
3. 22 No
4. Stories
5. Hi Freaks (Extended Album Version)

- Hi Freaks (Teil 2) (Lado)

1. Hi Freaks (Time and Tide Mix)
2. Hi Freaks (DJ Rabauke Remix)
3. Hi Freaks (Superpitcher's Beautiful Freaks Remix)
4. Hi Freaks (Trockentonic Remix by Märtini Brös)
5. Hi Freaks (Alexander Polzin Remix)

## Weitere Beteiligte
- Produzent: Tobias Levin.
- Aufgenommen von Tobias Levin und Thomas Maringer im Electric Avenue in Hamburg
- Abgemischt von Michael Ilbert, Christian Mevs und Tobias Levin im Soundgarden Tonstudio, Hamburg.
- Produktions- und Mixassistent: Thomas Maringer.
- Gemastert von Kai Blankenberg im Skyline-Studio, Düsseldorf.
- Solo auf This Boy is Tocotronic von Ali Neander
- Porträtfotos: Gianni Occipinti, Gruppenfoto: Anette Kelm
- Gestaltung: Tocotronic in Zusammenarbeit mit offBIT.com
- A&R: Carol von Rautenkranz